# Jacopo Guarnieri
Jacopo Guarnieri (Vizzolo Predabissi, Província de Milà, 14 d'agost de 1987) és un ciclista italià, professional des del 2009 fins al 2024.
Com a amateur aconseguí un bon palmarès, guanyant entre d'altres el ZLM Tour i diversos campionats italians en pista.

## Palmarès en ruta
- 2005
  - 1r al Trofeu Città di Ivrea (júnior)
  - 1r al Memorial Pietro Merelli (júnior)
- 2007
  - 1r al Circuit del Porto
  - 1r al Trofeo Alcide Degasperi
  - Vencedor d'una etapa de l'Olympia's Tour
- 2008
  - 1r al ZLM Tour
  - 1r a La Popolarissima
  - Vencedor d'una etapa del Giro de les Regions
- 2009
  - Vencedor d'una etapa de la Volta a Polònia
- 2010
  - Vencedor d'una etapa de la Volta a Polònia
  - Vencedor d'una etapa del Circuit Francobelga
- 2011
  - Vencedor d'una etapa dels Tres dies de La Panne

### Resultats a la Volta a Espanya
- 2010. 149è de la classificació general
- 2014. 150è de la classificació general
- 2021. Abandona a la 9a etapa

### Resultats al Tour de França
- 2015. 149è de la classificació general
- 2016. 165è de la classificació general
- 2017. Fora de control (9a etapa)
- 2018. 144è de la classificació general
- 2021. Fora de control (9a etapa)
- 2023. No surt (5a etapa)

### Resultats al Giro d'Itàlia
- 2019. 132è de la classificació general
- 2020. 128è de la classificació general
- 2022. 136è de la classificació general

## Palmarès en pista
- 2004
  - Campió d'Itàlia de la cursa per punts (júnior)
  - Campió d'Itàlia de velocitat per equips (júnior)
- 2005
  - Campió d'Itàlia de la cursa per punts (júnior)
  - Campió d'Itàlia en madison (júnior)
- 2011
  - 1r als Sis dies de Fiorenzuola d'Arda (amb Elia Viviani)